# جوش جيدي
جوش جيدي (بالإنجليزية: Josh Giddey)‏ هو لاعب كرة سلة أسترالي يلعب في مركز لاعب هجوم خلفي في نادي أوكلاهوما سيتي ثاندر.

## روابط خارجية
- جوش جيدي على موقع إن بي أي (الإنجليزية)
- جوش جيدي على موقع سبورتس رفرنس (الإنجليزية)
- جوش جيدي على موقع كرة السلة الأوروبية.كوم (الإنجليزية)
- جوش جيدي على موقع إي إس بي إن.كوم (الإنجليزية)
- جوش جيدي على موقع ريلجم (الإنجليزية)
- جوش جيدي على موقع بروبوليرز (الإنجليزية)
- جوش جيدي على موقع سبورتس رفرنس (الإنجليزية)